# Mahikeng
Mahikeng (abans Mafikeng) és la capital de la província del Nord-oest (Sud-àfrica), situada a 1.400 quilòmetres al nord-est de la Ciutat del Cap, a 790 km al sud-oest de Bulawayo per tren, i a 260 km en línia directa de Johannesburg. L'any 2001 registrava una població de 49.300 habitants. Està edificada en un prat (veld) obert, en una elevació de 1.500 metres, a la riba del riu Molopo superior, i està a 27 km de la frontera sud amb Botswana. Els camps aurífers de Madibi estan aproximadament 15 quilòmetres al sud de la ciutat.
Mahikeng va ser originàriament el quarter general de la tribu Barolong de Bechuana. La ciutat va ser fundada en els anys 1880 per mercenaris britànics als que els va concedir la terra un cap Barolong. L'establiment va ser anomenat Mafikeng pels britànics, una paraula del tswana local que significa «el lloc de pedres». Els pobladors britànics van canviar el nom per Mafeking. La incursió de Jameson va començar a Pitsani Pothlugo (o Potlogo), a 43 km al nord de Mafeking, el 29 de desembre de 1895.
En l'esclat de la Segona Guerra Anglo-Bòer el 1899, la ciutat va ser assetjada. El famós Setge de Mafeking va durar 217 dies, d'octubre de 1899 a maig de 1900, i va convertir a Robert Baden-Powell en un heroi nacional. El setembre del 1904, Lord Roberts va inaugurar un obelisc a Mafeking amb els noms dels que van caure en la defensa de la ciutat. En total, 212 persones van morir durant el setge, i va haver més de 600 ferits. Les pèrdues dels bòers van ser considerablement més altes.
Mafeking va ser capital del Protectorat de Bechuanalàndia (encara que es trobava fora dels límits del Protectorat) des de 1894, fins al 1965 quan Gaborone va esdevenir la capital del que seria Botswana.
Va ser breument la capital del pre-independent bantustan negre de Bophuthatswana en els anys de 1970 abans que la ciutat veïna de Mmabatho fos establerta com la capital. En els anys de 1980 l'ortografia de Mahikeng va ser restablerta i al final de l'apartheid el 1994, Mahikeng i Mmabatho van ser fusionades i establertes com la capital de la recentment creada Província del Nord-oest.